# Sant Just d'Ardèvol
|  | Aquest article tracta sobre el poble del municipi de Pinós. Vegeu-ne altres significats a «Sant Just». |

Sant Just d'Ardèvol, també anomenat Sant Just o Sant Just de Su, és un poble i, des del punt de vista administratiu, una de les cinc entitats de població del municipi de Pinós, a la comarca catalana del Solsonès. Anteriorment, el poble pertanyia a l'antic comú d'Ardèvol, fins que aquest darrer s'integrà al terme municipal de Pinós.
L'església de Sant Just és sufragània de l'església parroquial de Santa Maria de Su.

## Demografia

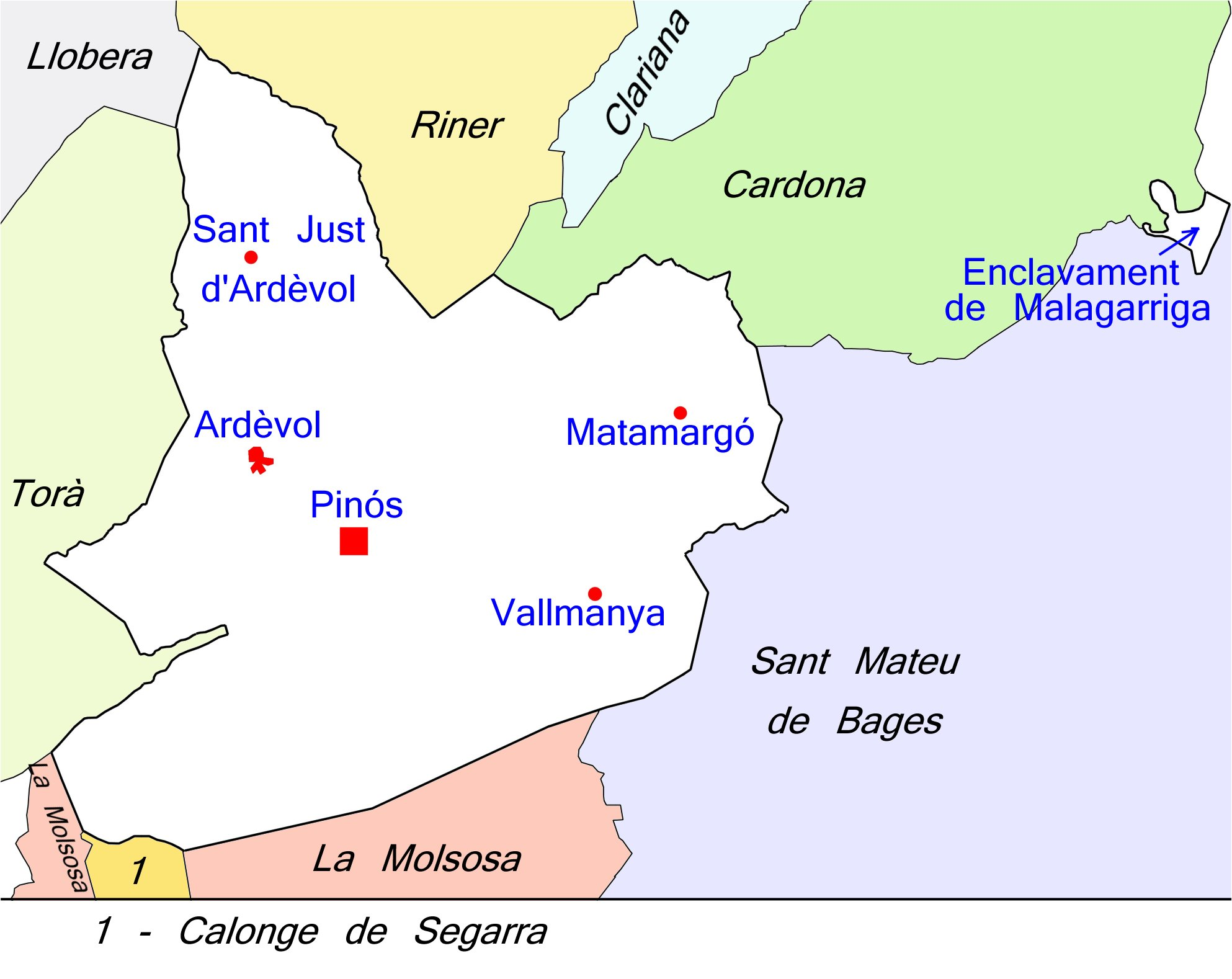
Mapa del municipi amb les seves entitats de població i els municipis limítrofs.

| Evolució demogràfica |            |            |            |                   |                   |                   |       |
| Any                  | Nucli urbà | Nucli urbà | Nucli urbà | Poblament dispers | Poblament dispers | Poblament dispers | Total |
| Any                  | Homes      | Dones      | Total      | Homes             | Dones             | Total             | Total |
| 2000                 | 0          | 0          | 0          | 23                | 19                | 42                | 42    |
| 2001                 | 0          | 0          | 0          | 23                | 19                | 42                | 42    |
| 2002                 | 0          | 0          | 0          | 24                | 18                | 42                | 42    |
| 2003                 | 0          | 0          | 0          | 25                | 17                | 42                | 42    |
| 2004                 | 0          | 0          | 0          | 24                | 20                | 44                | 44    |
| 2005                 | 0          | 0          | 0          | 28                | 20                | 48                | 48    |
| 2006                 | 0          | 0          | 0          | 29                | 22                | 51                | 51    |
| 2007                 | 0          | 0          | 0          | 27                | 21                | 48                | 48    |
| 2008                 | 0          | 0          | 0          | 25                | 21                | 46                | 46    |
| Font: INE            |            |            |            |                   |                   |                   |       |